# Закон на Хук
Законът на Хук във физиката е експериментално изведена зависимост, според която приложената към твърдо тяло сила води до еластична деформация, правопропорционална на тази сила. Деформацията зависи също от характеристиките на средата на еластичното тяло и от неговата геометрия, отчетени като коефициент на еластичност. Коефициентът на еластичност е свързан с модула на еластичност, който от своя страна зависи само от свойствата на средата. Законът на Хук е в сила само при достатъчно малка спрямо размера на тялото деформация, при която тя може да се смята за еластична и не е в сила при пластична деформация. Зависимостта се записва като:
{\displaystyle \mathbf {F} =-k\mathbf {x} },
където
x е отклонението от равновесната позиция.
F е еластичната сила, равна по големина и противоположна по посока на деформиращата. Тя може да бъде наречена връщаща, тъй като винаги е в посока на равновесното положение на тялото и в случая например на свободна пружина е причина за възникване на хармонични трептения.
k е константа на средата, наречена коефициент на еластичност, SI единици: kg/s2.
Потенциалната енергия, която е съхранена в пружината се дава с формулата:
{\displaystyle U={1 \over 2}kx^{2}}
| Сравнение                         | Успоредно                                                       | Последователно                                                              |
| --------------------------------- | --------------------------------------------------------------- | --------------------------------------------------------------------------- |
|                                   |                                                                 |                                                                             |
| Еквивалентен еластичен коефициент | {\displaystyle k_{eq}=k_{1}+k_{2}\,}                            | {\displaystyle {\frac {1}{k_{eq}}}={\frac {1}{k_{1}}}+{\frac {1}{k_{2}}}\,} |
| Деформация                        | {\displaystyle x_{1}=x_{2}\,}                                   | {\displaystyle {\frac {x_{1}}{x_{2}-x_{1}}}={\frac {k_{2}}{k_{1}}}\,}       |
| Енергия                           | {\displaystyle {\frac {E_{1}}{E_{2}}}={\frac {k_{1}}{k_{2}}}\,} | {\displaystyle {\frac {E_{1}}{E_{2}}}={\frac {k_{2}}{k_{1}}}\,}             |